# ウラギンシジミ
ウラギンシジミ（裏銀小灰蝶、学名 Curetis acuta paracuta）は、チョウ目シジミチョウ科ウラギンシジミ属に分類されるチョウの一種。

## 概要
翅の裏が銀白色に輝くことが和名の由来である。オスの翅の表は茶色地にオレンジ色を配した色であるが、メスではオレンジ部分が白色または淡い水色になる。表も裏も飾り気がなく渋い色合い。
成虫は花・樹液・腐果・打ち水など何にでも集まる。

## 分布
典型的な暖地性のチョウで、日本では本州（宮城・山形県以南）、四国、九州北部、佐渡、対馬などに分布。海外ではヒマラヤ地域から中国にかけて分布する。山麓や盆地、郊外の住宅地などで普通に見られる。宮城県のレッドリストで、要注目種の指定を受けている。

## 生活史
幼虫は茶色をしており、後部に1対の突起をもち、また節のひとつが緑色をしている。幼虫の食草はマメ科のクズ、フジなど。花や蕾を食べる。
成虫は5-10月に見られ、この間に2-3回発生する。成虫で越冬し、春先にも見られることがある。
2001年4月23日に福岡県福岡市で採取した越冬したメスが、捕獲後87日間生存し343個の卵を産卵したことが確認された。
|      |      |                      |                    |
| オス | オス | オス・地面の水を吸う | メス・海上の森にて |

## ウラギンシジミ属
ウラギンシジミは他のシジミチョウと相違する点が多く、シジミチョウ科ではなくウラギンシジミ科として扱われることもある。その場合、日本のチョウでウラギンシジミ科に属するのはこの亜種だけであり、他の近縁種はない。
ウラギンシジミ属には以下の種がある。
- C. acuta
  - C. acuta paracuta - ウラギンシジミは、日本に分布する同属の唯一の種。
- C. brunnea
- C. bulis
- C. dentata
- C. regula
- C. santana
- C. saronis
- C. siva
- C. tagalica
- C. thetis

ウラキンシジミ（裏金小灰蝶、Ussuriana stygiana）は、同科で別亜科の種である。